# Andreas Beck
Andreas Beck (født 13. marts 1987 i Kemerovo, Sovjetunionen) er en tysk fodboldspiller, der spiller som højre back hos Bundesliga-klubben VfB Stuttgart. Han har tidligere spillet for Besiktas og TSG 1899 Hoffenheim.
Han var i 2007 med til at vinde det tyske mesterskab med VfB Stuttgart.

## Landshold
Beck står (pr. april 2018) noteret for ni optrædener for Tysklands landshold, som han debuterede for den 11. februar 2009 i en venskabskamp mod Norge.

## Titler
Bundesligaen
- 2007 med VfB Stuttgart